# NGC 4915
NGC 4915 é uma galáxia elíptica (E) localizada na direcção da constelação de Virgo. Possui uma declinação de -04° 32' 46" e uma ascensão recta de 13 horas, 01 minutos e 28,1 segundos.
A galáxia NGC 4915 foi descoberta em 11 de Março de 1787 por William Herschel.